# Commune (Italie)
Pour les articles homonymes, voir Commune (homonymie).
 (août 2025).
Si vous disposez d'ouvrages ou d'articles de référence ou si vous connaissez des sites web de qualité traitant du thème abordé ici, merci de compléter l'article en donnant les références utiles à sa vérifiabilité et en les liant à la section « Notes et références ».

Les quelque 8000 communes d'Italie (liseré gris) sont réparties sur vingts régions (liseré noir).

La commune (en italien : comune, pluriel comuni) est la collectivité locale de base dans l'organisation administrative de l'Italie, conformément à l’article 114 de la constitution italienne qui prévoit que « La République se répartit en régions, provinces et communes ». 
Au 1er janvier 2020, l'Italie compte 7 904 communes.

## Organisation
Les communes sont largement fusionnées au cours du XXe siècle afin de leur permettre d’atteindre une taille critique et pour rationaliser les moyens. Malgré ceci, il existe encore des communes de moins de 10 000 habitants.
Pour faciliter les rapports de la population avec l’administration communale ou pour tenir compte des particularismes économiques, culturels ou sociaux de certaines zones :
- les communes de petite et moyenne taille peuvent organiser leur territoire en frazioni (appelés « hameaux » en français en Vallée d'Aoste) qui n’ont aucun organe propre (ni maire, ni assemblée locale) ;
- les grandes communes peuvent être dotées de Circoscrizione (« circonscriptions »). Ces circonscriptions apparaissent dans les faits au cours des années 1960 afin de favoriser la démocratie locale et la loi de 1976 sur la décentralisation administrative a expressément prévu leur existence. Leur création est obligatoire dans les communes de plus de 250 000 habitants et facultative dans celles de 100 000 à 250 000 habitants. Chaque conseil communal (it) décide du découpage en circonscriptions mais aucune d’entre elles ne peut avoir moins de 30 000 habitants. Ces circonscriptions ont un rôle consultatif et le conseil communal peut décider de leur déléguer des pouvoirs (souvent la gestion des crèches et écoles primaires, des services sociaux et la collecte des déchets ménagers). Les organes de la commune sont :
  - le conseil communal (Consiglio Comunale) de 12 à 60 membres (suivant le nombre de la population), est l’organe délibérant de la commune ;
  - la junte communale (Giunta Comunale) est l’organe exécutif de la commune. Elle est présidée et dirigée par le syndic et comprend les adjoints (assessori, ou « assesseurs » en français en Vallée d'Aoste) que celui-ci s'est choisi au sein du conseil communal ;
  - le nom du premier magistrat est syndic (en italien : sindaco) ; en allemand : Bürgermeister, dans la province autonome de Bolzano ; dans les vallées ladines, ombolt ; dans le Frioul-Vénétie Julienne en slovène : župan.

## Compétences
Les communes sont chargées des jardins d’enfants et des écoles primaires, de l’action sociale, de la propreté des voies publiques et de la collecte des ordures ménagères. De nombreuses communes se sont dotées d’une police municipale (polizia municipale) qui est surtout chargée de missions de proximité (contrôle de la circulation, contrôle des magasins et établissements commerciaux surtout en ce qui concerne les autorisations d’ouverture et le respect des horaires d’ouverture et de fermeture).
Une commune ne peut faire partie que d’une seule province, mais elle entretient des relations directes avec les niveaux d’administration supérieurs (région et État italien).

## Communes à statut particulier

### Villes
Les communes peuvent se prévaloir du titre de « Ville » si celui-ci leur a été conféré par décret du président de la République, pris en Conseil des ministres, soit à l’initiative du président, soit sur proposition du gouvernement, soit à la demande de la commune intéressée.
Le titre de « Ville » est essentiellement honorifique ; il permet à la commune d’arborer un blason particulier.

### Dans les zones bilingues ou trilingues
Les communes de la région autonome Vallée d’Aoste ont un nom unique en français (abandon de la traduction en italien des anciens noms intervenue sous le régime fasciste) y compris dans les actes officiels en langue italienne (dans lesquels elles sont désignées comme « comune di » et comme « commune de »). La commune d’Aoste jouit de l’appellation de ville et représente la seule commune de la région ayant une variante de son nom en italien aussi : « Città di Aosta » – « Ville d'Aoste ».
Les trois communes walser germanophones de la haute vallée du Lys, Gressoney-Saint-Jean, Gressoney-La-Trinité et Issime, bénéficient d’une triple appellation, en raison du statut officiel dont l’allemand jouit au niveau municipal. Les deux Gressoney peuvent être définis « Comune », « Commune » et « Gemeinde », tandis que pour Issime est prévue la dénomination « Gemeindeverwaltung » (en français, « Municipalité »). La seule variante officielle des noms de ces trois communes est celle en français.
Les communes de la province autonome de Bolzano ont une double appellation, en allemand et en italien, outre celle en ladin dans le cas où cette dernière langue est également prévue. « Commune » se traduit en ladin par chemun, en allemand par « Gemeinde » (ou « Stadtgemeinde » pour celle qui ont le titre de ville et « Marktgemeinde » pour celles qui bénéficiaient déjà du titre de « Markt » avant le rattachement du Haut-Adige à l’Italie en 1919.
Dans la région autonome de Frioul-Vénétie Julienne, certaines communes des provinces de Trieste, de Gorizia et d'Udine jouissent d'un statut de bilinguisme et d'une double appellation, en italien et en slovène, aussi bien concernant la toponymie (la seule variante officielle en dehors du domaine local demeurant, toutefois, celle en italien) que la dénomination (italien : comune di ; slovène : občina).

## Caractéristiques très disparates
Les communes italiennes présentent des disparités importantes. Par exemple, la superficie de la commune de Rome est de 1 285,30 km2 et sa population est de 2 546 804 habitants ; elle est la plus vaste et la plus peuplée d'Italie. La commune la plus petite est celle d'Atrani (Campanie) avec 0,12 km2. La moins peuplée est celle de Morterone (Lombardie) avec 30 habitants.
La densité de la population des communes varie également de manière sensible : dans la Province de Bari, la densité moyenne est de 32 000 habitants par commune alors qu'en Vallée d'Aoste, elle est de 1 630.
La faible taille de certaines communes entraîne des incapacités à agir ainsi que des pertes d’efficacité. De ce fait, un souhait d’optimiser la taille des communes, en fusionnant les plus petites, est apparu depuis plusieurs années. Toutefois, cette volonté se heurte aux résistances locales dues à l’histoire – souvent ancienne – de certaines communes ainsi qu’à la volonté des élus de conserver leurs fonctions.

## Liste des communes de plus de300 000 habitants
| Rang | Commune  | Région         | Province      | Habitants |
| ---- | -------- | -------------- | ------------- | --------- |
| 1    | Rome     | Latium         | Rome Capitale | 2 758 839 |
| 2    | Milan    | Lombardie      | Milan         | 1 373 517 |
| 3    | Naples   | Campanie       | Naples        | 910 439   |
| 4    | Turin    | Piémont        | Turin         | 845 606   |
| 5    | Palerme  | Sicile         | Palerme       | 627 379   |
| 6    | Gênes    | Ligurie        | Gênes         | 559 374   |
| 7    | Bologne  | Émilie-Romagne | Bologne       | 392 809   |
| 8    | Florence | Toscane        | Florence      | 367 101   |
| 9    | Bari     | Pouilles       | Bari          | 315 917   |